# 四ツ屋村
四ツ屋村（よつやむら）は秋田県仙北郡にあった村。現在の大仙市中心部の北東、田沢湖線羽後四ツ屋駅周辺にあたる。

## 地理
- 河川：玉川、窪堰川

## 歴史
- 1889年（明治22年）4月1日 - 町村制の施行により、四ツ屋村、新谷地村、高関上郷村、松倉村の区域をもって発足。
- 1954年（昭和29年）5月3日 - 大曲町・花館村・内小友村・大川西根村・藤木村が合併して大曲市が発足。同日四ツ屋村廃止。
- 2005年（平成17年）3月22日 - 大曲市が神岡町・西仙北町・中仙町・協和町・南外村・仙北町・太田町と合併して大仙市が発足。

## 歴代村長
- 藤原房吉
- 藤田周助
- 藤井平治
- 藤井良蔵

## 交通

### 鉄道路線
- 日本国有鉄道
  - 生保内線（現・田沢湖線）
    - 羽後四ツ屋駅

現在は旧村域に北大曲駅が所在するが、当時は未開業。

### 道路
- 角館街道（現・国道105号）